# Christian Fromm
Christian Fromm (* 15. August 1990 in Berlin) ist ein deutscher Volleyballnationalspieler.

## Karriere
Fromm kam über eine Schul-AG zum Volleyball und begann seine Karriere im Jahr 2000 beim Berliner TSC mit Trainer Mirko Heine. 2005 wechselte er zum Nachwuchs des VC Olympia Berlin, der zunächst in der Regionalliga spielte. Mit der deutschen Jugend-Nationalmannschaft erreichte der Außenangreifer den fünften Platz bei der Europameisterschaft und den zehnten Rang bei der Weltmeisterschaft 2007. Im nächsten Jahr unterlag er mit den Junioren bei der Europameisterschaft in Brünn erst im Finale gegen Frankreich.
Nach einer Bundesliga-Saison mit sechs Siegen für den VC Olympia kürte das Volleyball-Magazin Fromm 2009 zum „Aufsteiger des Jahres“ und er wechselte zum VfB Friedrichshafen. Mit Friedrichshafen kam er im DVV-Pokal 2009/10 ins Halbfinale und wurde anschließend im Playoff-Finale gegen Haching deutscher Meister. In der folgenden Saison unterlagen die Häfler im Pokalfinale den Hachingern, schafften aber in der Bundesliga im Finale gegen Berlin die Titelverteidigung. Anschließend berief Bundestrainer Raúl Lozano ihn für die Weltliga in den Kader der A-Nationalmannschaft. Danach spielte Fromm eine Saison beim Ligakonkurrenten evivo Düren, bei dem er größere Spielpraxis sammeln konnte. Im Challenge Cup schieden die Dürener bereits in der zweiten Runde gegen Fonte Bastarde Azores und im DVV-Pokal 2011/12 unterlagen sie ebenso wie in den Bundesliga-Playoffs im Viertelfinale.
2012 ging Fromm zum italienischen Zweitligisten Pallavolo Città di Castello. Mit dem Verein schaffte er den Aufstieg in die erste Liga. 2013 erreichte der Außenangreifer mit der deutschen Mannschaft bei der Europameisterschaft in Dänemark und Polen den sechsten Platz. 2014 folgte die Bronzemedaille bei der WM in Polen. Danach wechselte Fromm zum italienischen Vizemeister Sir Safety Perugia. Mit dem Verein kam er in der Champions League 2014/15 in die Runde der besten sechs Teams. 2015 gewann er mit der Nationalmannschaft die Europaspiele in Baku. Im Challenge Cup 2015/16 erreichte er mit Perugia die Challenge Round vor dem Halbfinale. In der Saison 2016/17 spielte er dann beim Ligakonkurrenten Vero Volley Monza.
Bei der Europameisterschaft 2017 stand er mit der Nationalmannschaft im Endspiel, das gegen Russland verloren ging. Danach wechselte er zum türkischen Verein Arkasspor İzmir. In der Champions League 2017/18 schied das Team nach der Gruppenphase aus. 2018 wechselte Fromm zum polnischen Erstligisten Jastrzębski Węgiel. 2020/21 spielte er bei Olympiakos Piräus und wurde griechischer Meister.
Danach wechselte Fromm zum französischen Erstligisten AS Cannes. Im Dezember 2021 wurde er jedoch mitten in der Saison vom italienischen Erstligisten Tonno Callipo Vibo Valentia verpflichtet. Am Saisonende spielte er noch kurz beim Al Arabi SC in Katar. Dann wechselte er zum griechischen Verein Foinikas Syros.
Seit 2023 spielt er für Rapid Bukarest. Im Herbst 2023 schaffte Fromm mit der Nationalmannschaft die Qualifikation für die Olympischen Spiele 2024. Beim Turnier erreichte er mit dem deutschen Team das Viertelfinale gegen Frankreich, das im Tiebreak verloren ging.

## Privates
Fromm ist seit Juni 2017 mit der Volleyball-Nationalspielerin Maren Fromm (geb. Brinker) verheiratet, die er zwei Jahre zuvor bei den Europaspielen in Baku kennengelernt hatte. Das Paar hat seit 2019 eine Tochter.